# Muzej premogovništva Slovenije
Muzej premogovništva Velenje (oz. uradno Muzej Premogovništva Slovenije), je rudarski muzej posvečen Velenjskim rudarjem ustanovljen leta 1957. Na začetku je muzej deloval na Velenjskem gradu, leta 1999 je bil preseljen na današnjo lokacijo Starega Jaška Škale odprtega 1888 v podzemne in nadzemne prostore jame Škale v Velenju, kjer so že zaključeni eksplotacijski postopki pridobivanja premoga. Obiskovalci se popeljejo z najstarejšim delujočim dvigalom v Sloveniji in vlakom 160 metrov pod zemljo, kjer je vrhunsko urejena razstava z animacijami. Muzejska zbirka premogovnika Velenje v naravnem rudniškem okolju prikazuje razmere in pogoje dela rudarjev na začetku rudarjenja lignita v velenjskem in okoliških rudnikih, obiskovalci dobijo tudi rudarsko malico. Do junija leta 2020 je muzej obiskalo že preko pol milijona obiskovalcev. Muzej se nahaja na naslovu: Koroška cesta 56, 3320 Velenje.
- Rudniški vozički
- Ročni izkop
- Kapija Starega šahta
- Rudnik Velenje 1958

## Zgodovina Premogovnika Velenje
Prve omembe nahajališč lignita na območju vasi Škale pri Velenju segajo v 18. stoletje, prva vrtanja v leto 1875, prvo jamsko odpiranje pa v leto 1887. V jami Škale so leta 1893 doživeli prvo večjo nesrečo, katere glavni razlog je bila uporaba vnetljivih svetilk. Od tedaj dalje so rudarji (knapi po Velenjsko) uporabljali bencinske varnostne svetilke - ziherce.
Kopanje premoga je potekalo ročno. Knapi so kopali premog z jamskimi sekirami, krampi, motikami in ga nakladali na vozičke, ki so jih vlekli jamski konji. 
Leta 1894 je v vas Škale prišel službovat za duhovnika Anton Aškerc, ki je tam dobil navdih za Delavčevo pesem.

## Vsebina muzeja
Muzej je urejen na približno enem kilometru rovov, do katerih se dostopa po originalnem "Starem jašku" z 140 let starim dvigalom, katerega pogonski mehanizem- parni stroj je ohranjen v stolpu Starega jaška. Stolp je bil zgrajen istega leta kot Eifflov stolp s podobno tehnologijo. Rudarska zgodba je prikazana z 18 prizori rudniških ambientov- bela in črna garderoba, prizivnica, rudarsko stanovanje iz obdobja 1930, skupaj z ohranjeno opremo in rudarji-lutkami pri opravljanju različnih del značilnih za izkopavanje premoga, ki jih spremljajo audio-vizualni prizori.  Muzej je povezan z danes aktivnimi, 50 km dolgimi rovi rudnika Velenje.

## Zuanje povezave
Muzej premogovništva Slovenije: http://muzej.rlv.si/si/597